# (32531) Ulrikababiaková
(32531) Ulrikababiaková ist ein Asteroid des Hauptgürtels, der am 13. August 2001 vom slowakischen Astronomen Peter Kušnirák an der Sternwarte Ondřejov (IAU-Code 557) in Tschechien entdeckt wurde.
Der Asteroid gehört zur Eunomia-Familie, einer nach (15) Eunomia benannten Gruppe, zu der vermutlich fünf Prozent der Asteroiden des Hauptgürtels gehören.
(32531) Ulrikababiaková wurde am 8. Oktober 2014 nach der slowakischen Astronomin Ulrika Babiaková (1976–2002) benannt, der Ehefrau des Entdeckers.